# 永郎镇
永郎镇，是中华人民共和国四川省凉山彝族自治州德昌县下辖的一个乡镇级行政单位。2019年12月，撤销锦川镇和老碾镇，将其所属行政区域划归永郎镇管辖。

## 行政区划
永郎镇下辖以下地区：
永郎社区、永春村、永红村、永跃村、永进村和虫园村。